# Uig
Uig (Schots-Gaelisch: Ùige) is een kustdorp in het noorden van het Schotse eiland Skye. Het dorp ligt in de lieutenancy Ross and Cromarty in de council area Highland.
Vanuit Uig vertrekken veerboten naar Tarbert op Harris en naar Lochmaddy op North Uist
Aan de zuidoostelijke zijde van de baai Uig Bay ligt de Uig Tower, een folly gebouwd door landeigenaar Captain Fraser.

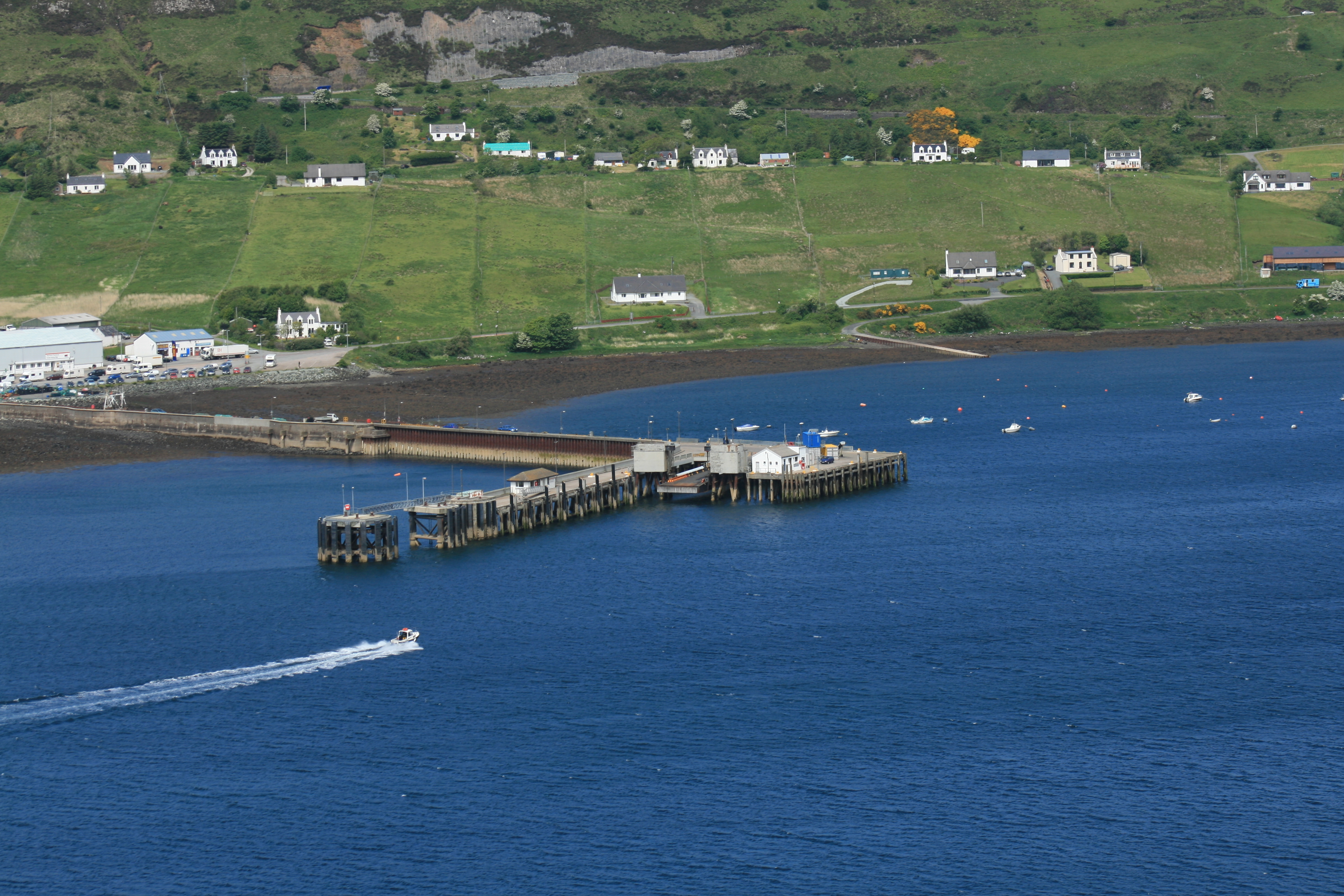
Haven van Uig